# Karen (jméno)
Podle jedné z verzí pochází arménské mužské jméno Karen (Կարեն) ze jména Kar (Կար) - starověké předkřesťanské arménské mužské jméno, které nosí jeden z arménských králů Kar Haykazuni (Կար Հայկազունի, 1287-1283 př. N. L., Dynastie Aikids). Je zmíněn v chetitských klínovitých zdrojích, které dodnes přežily pod jménem Karanni jako král státu Hayasa, sousedící s Chetity. Západní arménský přepis arménského mužského jména Karen z východního arménského dialektu - Garen.
Ženská jména Karen a Karin (s důrazem na první slabiku) se staly populární v západní Evropě a Severní Americe od 40. let 20. století. Tato jména jsou zkratkou v anglické verzi dánské podoby ženského jména Katherine (Katherine) → Karen (Karen) [Katherine → varianty: Caja (dánská), Kaia (norská), Caren, Caryn, Karena, Karyn, Kerena (anglicky)]